# Quận Adams, Mississippi
Quận Adams là một quận thuộc tiểu bang Mississippi, Hoa Kỳ.
Quận này được đặt tên theo. Theo điều tra dân số của Cục điều tra dân số Hoa Kỳ năm 2000, quận có dân số 34.340 người. Quận lỵ đóng ở Natchez6. Quận được đặt tên theo tổng thống thứ nhì của Hoa Kỳ John Adams.

## Địa lý
Theo Cục điều tra dân số Hoa Kỳ, quận có diện tích 486 dặm vuông Anh (1.260 km2), trong đó có 26 dặm vuông Anh (67 km2) là diện tích mặt nước.

### Các xa lộ chính
- U.S. Highway 61
- U.S. Highway 65
- U.S. Highway 84/U.S. Highway 98

## Quận giáp ranh
- Quận Jefferson (bắc)
- Quận Franklin (đông)
- Quận Wilkinson (nam)
- Quận Concordia Parish, Louisiana (tây nam)
- Quận Tensas Parish, Louisiana (tây bắc)

## Thông tin nhân khẩu
Theo điều tra dân số [3] năm 2000, đã có 34.340 người, 13.677 hộ gia đình, và 9.409 gia đình sống trong quận hạt. Mật độ dân số là 75 người trên một dặm vuông (29/km ²). Có 15.175 đơn vị nhà ở với mật độ trung bình 33 trên một dặm vuông (13/km ²). Cơ cấu điểm chủng tộc của dân cư quận bao gồm 46,04% người da trắng, 52,76% da đen hay Mỹ gốc Phi, 0,14% người Mỹ bản xứ, 0,25% châu Á, Thái Bình Dương 0,01%, 0,21% từ các chủng tộc khác, và 0,59% từ hai hoặc nhiều chủng tộc. 0,79% dân số là người Hispanic hay Latino thuộc một chủng tộc nào.
Có 13.677 hộ, trong đó 31,80% có trẻ em dưới 18 tuổi sống chung với họ, 42,80% là đôi vợ chồng sống với nhau, 21,50% có nữ hộ và không có chồng, và 31,20% là các gia đình không. 28,00% hộ gia đình đã được tạo ra từ các cá nhân và 11,90% có người sống một mình 65 tuổi hoặc lớn tuổi hơn là người. Cỡ hộ trung bình là 2,48 và cỡ gia đình trung bình là 3,03.
Trong quận, độ tuổi dân cư trải ra với 26,80% dưới độ tuổi 18, 8,60% 18-24, 25,60% 25-44, 23,50% từ 45 đến 64, và 15,60% từ 65 tuổi trở lên người. Độ tuổi trung bình là 38 năm. Đối với mỗi 100 nữ có 86,10 nam giới. Đối với mỗi 100 nữ 18 tuổi trở lên, đã có 81,10 nam giới.
Thu nhập trung bình cho một hộ gia đình trong quận đã đạt $ 25.234, và thu nhập trung bình cho một gia đình là $ 29.591. Phái nam có thu nhập trung bình $ 30.260 so với 20.383 $ đối với phái nữ. Thu nhập bình quân đầu người là 15.778 $. Giới 22,90% gia đình và 25,90% dân số sống dưới mức nghèo khổ, bao gồm 36,80% những người dưới 18 tuổi và 19,20% của những người 65 tuổi hoặc hơn.